# Heinz Landsmann
Heinrich Adolf „Heinz“ Landsmann (* 1. März 1886 in Hamburg; † 1. Oktober 1950 in Berlin) war ein deutscher Aufnahmeleiter, Produktionsleiter, Regie-Assistent und Schauspieler, der vor allem durch seine Rolle in Ernst Lubitschs Komödie Meyer aus Berlin bekannt wurde.

## Leben
Landsmann war seit 1910 als Aufnahmeleiter für den Film tätig. Nach Ende des Ersten Weltkriegs arbeitete er in Berlin in verschiedenen Funktionen für die Filmindustrie.
So fungierte er 1926 als Regie-Assistent für Olof Molander bei der deutsch-schwedischen Produktion Nur eine Tänzerin mit Lil Dagover in der Hauptrolle. 1929 arbeitete Landsmann für das Bergsteiger-Drama Die weiße Hölle vom Piz Palü von Georg Wilhelm Pabst und Arnold Fanck als Motiv-Aufnahmeleiter und erster Aufnahmeleiter, ein Jahr später für William Dieterles Drama Schicksal eines unglücklichen Menschen über König Ludwig II. von Bayern als Produktionsleiter und Motiv-Aufnahmeleiter. Als Produktionsleiter war er zudem an Filmproduktionen beteiligt wie Frederic Zelniks Mühle von Sanssouci mit Otto Gebühr als Friedrich der Große, Pabsts Tagebuch einer Verlorenen mit Louise Brooks in der Hauptrolle, die Heinz-Rühmann-Komödie 5 Millionen suchen einen Erben und Johannes Riemanns Drama Ave Maria mit Beniamino Gigli. Als Produzent betreute er u. a. 1929 Georg Wilhelm Pabsts Die Büchse der Pandora nach Frank Wedekind mit Louise Brooks in der Rolle der „Lulu“ und zehn Jahre später Josef von Bákys A varietè csillagai.
1919 spielte Landsmann eine größere Rolle vor der Kamera: In Ernst Lubitschs komödiantischem Dreiakter Meyer aus Berlin über das Verwirrspiel zweier Liebespaare agierte er neben Lubitsch, Ethel Orff und Trude Troll.
Im Oktober 1933 beantragte Landsmann die Aufnahme in die Fachschaft Film beantragt, die ihm zunächst auch gewährt wurde. Am 11. April 1934 erhielt er den ordentlichen Mitgliedsausweis. Dieser wurde ihm später jedoch aufgrund seiner jüdischen Ehefrau von den Nationalsozialisten wieder entzogen. Dennoch blieb Landsmann bis in die 1940er Jahre hinein mit einem Sonderausweis von Hans Hinkel im Filmgeschäft aktiv. Seine letzte Produktion war 1943 Paul Verhoevens Philharmoniker mit Eugen Klöpfer und Will Quadflieg, der erst 1949 Premiere feierte.
Heinz Landsmann starb 1950 in seiner Wohnung in Berlin-Charlottenburg.

## Filmografie

### Produktion
- 1929: Die Büchse der Pandora
- 1939: A varietè csillagai

### Aufnahme- und Produktionsleiter
- 1924: Auf Befehl der Pompadour
- 1925: Briefe, die ihn nicht erreichten
- 1925: Das Geheimnis der alten Mamsell
- 1926: Der Bankkrach Unter den Linden
- 1926: Die Mühle von Sanssouci
- 1926: Die Försterchristel
- 1926: An der schönen blauen Donau
- 1926: Nur eine Tänzerin
- 1929: Tagebuch einer Verlorenen
- 1929: Die weiße Hölle vom Piz Palü
- 1930: Ludwig der Zweite, König von Bayern
- 1930: Die große Sehnsucht
- 1930: Zwei Menschen
- 1931: Die Nacht ohne Pause
- 1931: Ich geh’ aus und Du bleibst da
- 1932: Ein steinreicher Mann
- 1932: Fünf von der Jazzband
- 1933: SOS Eisberg
- 1933: Glückliche Reise
- 1933: Liebelei
- 1934: Mutter und Kind
- 1934: Das verlorene Tal
- 1934: Der Vetter aus Dingsda
- 1934: Da stimmt was nicht
- 1935: Alles hört auf mein Kommando
- 1935: Künstlerliebe
- 1936: Ave Maria
- 1936: Die un-erhörte Frau
- 1936: Spiel an Bord
- 1938: 5 Millionen suchen einen Erben
- 1939: Menschen vom Varieté
- 1940: Ein Robinson
- 1941: Jakko
- 1942: Der große Schatten
- 1942/44: Philharmoniker
- 1944: Der Rückkehrer

### Schauspieler
- 1919: Meyer aus Berlin